# Svatý Adjutor
Adjutor biskup pátého století, který trpěl za vandalského pronásledování, krále Geisericha.

## Život
Byl africké národnosti, který byl velkým propagandistou křesťanské víry. Žádný historik nezanechal zprávu o jeho rodném městě. Podle Španělského martyrologia, sloužil v armádě krále Geisericha, a následoval ho až do dobytí Španělska. Poté, co by svědkem masakru křesťanů, odešel z armády, byl pokřtěn a stal se biskupem. Poté byl pronásledován Vandaly.
Další informace o jeho životě jsou převzaty z životopisu svatého Kastrensise vloženého v 2. Tomu Acta Sanctorum jezuity Jeana Bollanda.
Podle Passio král Geiserich, se snažil přinutit některé africké biskupy aby se vzdali své víry. Nakonec Adjutor a dalších dvanáct svatých byli puštěni na staré lodi a nechal je na pospas vlnám. Loď zázračně přistála na pobřeží Kampánie, zde zůstal a stal se biskupem před Beneventem, a poté v Marcině, jehož území sahalo od Cetary až k dnešnímu Cava de' Tirreni.
Je uctíván jako patron města Cava de' Tirreni stejnojménné diecéze. Jeho kult má velké kořeny, již v dokumentech z 9. století které jsou uloženy v archivu Badia di Cava je citace Castrum Sancti Adiutoris.
Liturgický svátek pro město Cava de' Tirreni, byl určen Kongregací pro obřady na 15. května.